# Torcy-le-Grand, Aube
Torcy-le-Grand är en kommun i departementet Aube i regionen Grand Est (tidigare regionen Champagne-Ardenne) i nordöstra Frankrike. Kommunen ligger  i kantonen Arcis-sur-Aube som ligger i arrondissementet Troyes. År 2022 hade Torcy-le-Grand 441 invånare.

## Befolkningsutveckling
Antalet invånare i kommunen Torcy-le-Grand
Referens: INSEE